# ジョン・ダミアン
ジョン・ダミアン（John Damian 、15世紀生まれ）はイタリア、ロンバルディア生まれの錬金術師、医者である。1507年にスコットランドで翼をつけて飛ぼうとした記録が残っている。
John Damian de Falcuisという名で知られるが、イタリアのロンバルディア生まれとされている。フランスで医学を学んだ後、1501年にスコットランド王ジェームズ４世の宮廷に迎えられた。実験室と資金を与えられ、錬金術の研究を行なった。1507年9月、海峡を越えてパリまで飛行するとして翼を作りスターリングの城から飛び降りた。まぐさの上に落ち、命は取り止めたが足を折ってしまった。ダミアンは失敗の原因は飛行に適さない鶏の羽がまじっていたからだと主張した。ジェームズ４世の寵愛は失われずに、その勇気をたたえられて1508年に金を与えられ、ヨーロッパでの休暇を与えられた。1513年にスコットランドに戻り、金鉱の探索に功績をあげほうびを受け取った。
ダミアンがどのように没したかの記録は残っていない。